# 372
372（三百七十二、さんびゃくななじゅうに）は自然数、また整数において、371の次で373の前の数である。

## 性質
- 372は合成数であり、約数は 1, 2, 3, 4, 6, 12, 31, 62, 93, 124, 186, 372 である。
  - 約数の和は896。
    - 89番目の過剰数である。1つ前は368、次は378。
- 100番目のハーシャッド数である。1つ前は370、次は375。
  - 12を基としたとき8番目のハーシャッド数である。1つ前は336、次は408。
- 約数の和が372になる数は4個ある。(150, 176, 275, 305) 約数の和4個で表せる5番目の数である。1つ前は312、次は420。
- 各位の和が12になる32番目の数である。1つ前は363、次は381。
- 372 = 42 + 102 + 162
  - 3つの平方数の和1通りで表せる92番目の数である。1つ前は364、次は384。(オンライン整数列大辞典の数列 A025321)
  - 異なる3つの平方数の和1通りで表せる100番目の数である。1つ前は364、次は379。(オンライン整数列大辞典の数列 A025339)
- 372 = 13 + 13 + 33 + 73
  - 4つの正の数の立方数の和で表せる87番目の数である。1つ前は371、次は376。(オンライン整数列大辞典の数列 A003327)
- すべての桁が素数である49番目の数である。1つ前は357、次は373。(オンライン整数列大辞典の数列 A046034)
  - すべての桁が異なる素数である27番目の数である。1つ前は357、次は375。(オンライン整数列大辞典の数列 A124673)
- n = 372 のとき n と n − 1 を並べた数を作ると素数になる。n と n − 1 を並べた数が素数になる45番目の数である。1つ前は354、次は384。(オンライン整数列大辞典の数列 A054211)
- 372 = 22 × 3 × 31
  - 3つの異なる素因数の積で p2 × q × r の形で表せる25番目の数である。1つ前は364、次は380。(オンライン整数列大辞典の数列 A085987)

## その他 372 に関連すること
- ISO 3166-1（JIS X 0304 国名コード）の372は、アイルランド。
- 国際電話番号の372は、エストニア。
- SMPTE 372Mは、シリアルデジタルインタフェースの規格。
- スカパー!のCh372は、LaLa TV。
- カッシン(USS Cassin, DD-372)は、アメリカ海軍の駆逐艦。
- ウィリアムズ(USS Williams, DE-372)は、アメリカ海軍の護衛駆逐艦。
- ランプレイ(USS Lamprey, SS-372)は、アメリカ海軍の潜水艦。